# 盖戈里

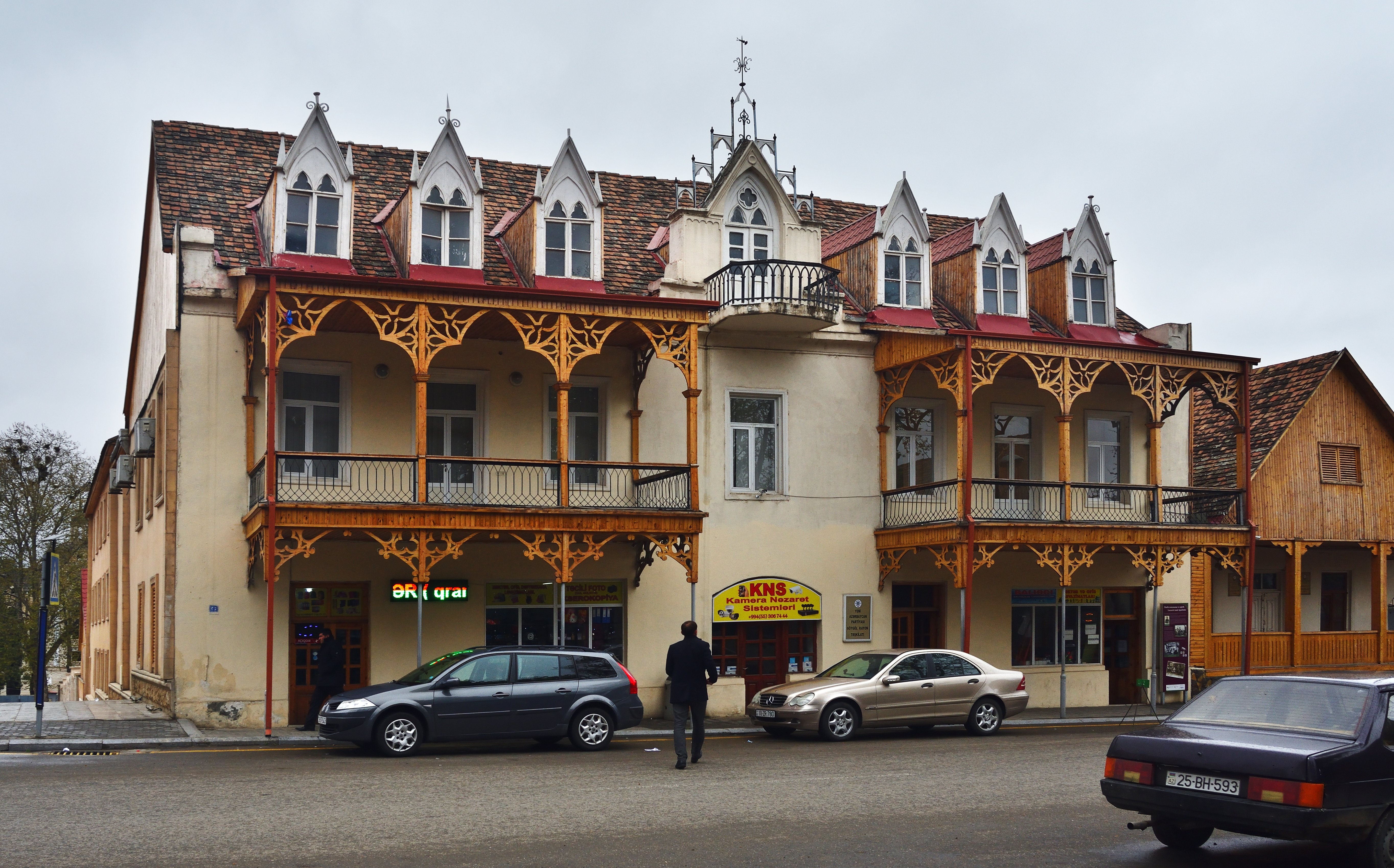
盖戈里

盖戈里，旧称漢拉爾，是阿塞拜疆的城鎮，也是盖戈里区的首府，位於該國西北部，距離占賈10公里，始建於1819年，該地區自青銅時代有人類居住，2010年人口23,700。

## 外部連結
- "Helenendorf: Azerbaijan's First German Settlement" Azerbaijan International  （页面存档备份，存于）, a magazine;
- Satellite view of Khanlar City, Khanlar Raion, Azerbaijan from GoogleMap